# Joe Rickard
Joe Rickard é um baterista americano, que tocou em diversas bandas cristãs, tais como The Wedding, Red e Manafest. Em 2016, ele se juntou à banda de death metal melódico sueca In Flames.

## Biografia
Rickard começou a tocar bateria aos 13 anos de idade. Com 17 anos, quando ele estava no ensino médio, começou a tocar a música profissionalmente. Ele fez o teste para uma banda chamada Sky Harbor e deixou a sua casa e a escola para prosseguir com a sua carreira musical. Desde então, Rickard também foi baterista de bandas como o Mourning September, seguido por The Wedding.
Em novembro de 2007, enquanto Rickard estava trabalhando como técnico de bateria para Hayden Lamb, da banda Red, a banda se envolveu em um acidente de carro e Lamb se feriu, de modo que Rickard entrou em cena para o substituir. Em 2014, depois de passar 6 anos, 3 álbuns e inúmeras turnês com a banda, Rickard decidiu deixá-la.
Rickard também excursionou com outras bandas, como Islander e Manafest. Ele também toca em sessões para o produtor Howard Benson e tocou bateria em álbuns de artistas como Vamps, Starset, Miwa e no projeto solo de Brian "Head" Welch, Love and Death (Between Here & Lost). Ele também é co-fundador da marca de moda Stayeasy Apparel.
Em 2016, ele tocou nas gravações da banda sueca de death metal melódico In Flames para o seu décimo segundo álbum, Battles, e mais tarde se juntou à banda permanentemente.

## Discografia

### Com The Wedding
- Polarity (2007)

### Com Pillar
- Confessions (2009)

### Com Red
- Innocence & Instinct (2009)
- Until We Have Faces (2011)
- Release the Panic (2013)
- Release the Panic: Recalibrated (2014)
- Gone (2017) (como baterista de estúdio)

### Com Starset
- Transmissions (2014)
- Vessels (2017)

### Com In Flames
- Battles (2016)